# Roger Ballen
Roger Ballen (* 4. November 1950 in New York City) ist ein US-amerikanischer Fotograf.

## Leben und Werk
Ballen wurde als Sohn einer New Yorker Galeristin geboren, die freundschaftlichen Umgang mit den Henri Cartier-Bresson, Marc Riboud und anderen Magnum-Fotografen pflegte. Ballen fotografiert seit dem vierzehnten Lebensjahr. Er lebt seit den 1970er Jahren in Südafrika, wohin es ihn 1974 zum ersten Mal verschlagen hat. Er arbeitete dort als Geologe, was ihn in die Dorps, abgelegene Dörfer der Weißen, brachte, die er fotografierte. Er dokumentierte die ärmlichen Behausungen zuerst von außen und später auch von innen, und schließlich auch ihre Bewohner. In dieser Zeit entstand das bekannte Doppelporträt Dresie und Casie. Die Dokumentation armer Weißer durch Ballen gefiel dem Apartheidregime angeblich nicht. Trotzdem suchte Ballen weiterhin nach verbotenen Orten, wie Shadow Chamber, Boarding House und Asylum. All dies sind Orte, in die sich mehrfach geschädigte Menschen geflüchtet hatten. Die Bewohner waren bereit, in Inszenierungen von Ballen mitzuspielen, sodass sein Stil von der dokumentarischen Fotografie zur Fiktion mutierte. Es entstanden Bilder von besonderer Dramatik. Die südafrikanische Rap-Rave-Formation Die Antwoord formierte sich 2008 unter dem direkten Einfluss von Roger Ballens Arbeit „Shadow Chamber“. Seit dem gemeinsam produzierten Musikvideo I Fink U Freeky von 2012 kam es immer wieder zu künstlerischen Kollaboration. Die Antwoord gab aus Anlass von Ballens Ausstellung in Brüssel am 25. November ein exklusives Konzert. Die Eröffnung eines Personalmuseums Roger Ballen Centre for Photographic Arts in Johannesburg ist noch für 2020 angekündigt.

## Bücher
- Dorps: Small Towns of South Africa, Hirt and Carter, Cape Town, 1986
- Platteland, William Waterman Publications, Brakpan 1994
- Outland, Phaidon Press, London, 2001
- Shadow Chamber, Phaidon Press, London, 2005
- Boarding House, Phaidon Press, London, 2009
- Roger Ballen and Die Antwoord: I Fink U Freeky, Random House Prestel, München 2013
- Asylum of the Birds, Thames and Hudson, London 2014
- The Theatre of Apparitions, Thames & Hudson, London 2016
- Unleashed, Kerber, Bielefeld 2017
- Ballenesque, Roger Ballen: A Retrospective, Thames & Hudson, London 2017
- The World According to Roger Ballen, Thames & Hudson, London 2019

## Ausstellungen
- 2023: Roger Ballen - Call of the Void, Tinguely Museum, Basel (Switzerland)[5]
- 2020: Roger Ballen - The Place of the Mind, Francisco Carolinum, Linz (Austria)
- 2019: Le monde selon Roger Ballen, Halle Saint Pierre, Paris
- 2019: Roger Ballen – The Theatre of the Ballenesque, Centrale for contemporary art, Brüssel
- 2017: Roger Ballen. Ballenesque – a Retrospective, Kunstsammlung Jena
- 2016: Roger Ballen. Fotografie und Film 1969–2015, Von der Heydt-Kunsthalle, Wuppertal-Barmen
- 2014/2015: Roger Ballen. Theater der Absurdität, Villa Stuck, München[6]
- 2014: Roger Ballen – Asylum of the Birds , Christophe Guye Galerie, Zürich
- 2012: Roger Ballen – Fotografien 1969–2009, MARTa Herford[7]
- 2010: Roger Ballen – Fotografien 1969–2009, Münchner Stadtmuseum[8]
- 2007: Schattenkabinett // Shadow Chamber – Roger Ballen, Deichtorhallen, Hamburg[9]
- 2013: Roger Ballen – Take off aus der Serie Asylum 2012, Westlicht[10]
- 2013: Roger Ballen Photography, Palm Springs Art Museum, Palm Springs, Kalifornien, USA
- 2005: Roger Ballen, Alec Soth and Vera Lutter, Gagosian Gallery, Manhattan, New York City, USA